# 惠城区
惠城区是中国广东省惠州市的一个市辖区，位于广东省东南部，是惠州市政府所在地，是惠州市的政治、经济、文化和交通中心。东部与河源市紫金县毗邻，南部与惠阳区、惠东县交界，西部与东莞市相连，北部与博罗县相邻接壤。总面积为1410平方公里。區人民政府駐龍豐街道新聯路1號。
惠城是惠州市的經濟、政治和文化中心，古稱循州、禎州，因仙人騎鵝傳説，又得名“鵝城”。早在新石器時代，惠城已有人類活動。秦將趙佗給嶺南植入中原文明，蘇東坡、楊萬里等文人墨客曾旅居惠城，留下傳誦的詩篇和文物古蹟。

## 行政区划
惠城区下辖10个街道办事处、8个镇：
桥东街道、桥西街道、江南街道、江北街道、龙丰街道、河南岸街道、惠环街道、陈江街道、水口街道、小金口街道、汝湖镇、三栋镇、潼湖镇、沥林镇、马安镇、横沥镇、芦洲镇、潼侨镇和惠州市林场。
惠环街道、陈江街道、潼湖镇、沥林镇、潼侨镇由惠州仲恺高新技术产业开发区管理。

## 历史
宋朝天禧四年(1020年)由祯州改为惠州，始有惠州。
1963年始设立惠阳专区、惠阳地区。1988年撤销惠阳地区，分拆为四个地级市，原惠州市改称惠城区，为新惠州市的政府所在地。

## 人口

### 古代人口史
惠州與河源市地處嶺南偏遠山區，在唐宋以前，除當地的百越土著（壯族、瑤族、苗人、疍家人、畲族（又特指輋族））和奉皇命「平南」軍隊，是中原漢人甚少涉足之地。據惠陽縣誌（2003）記載，至元末，今惠州所轄縣區共只9545戶45410人。換句話說，每平方公里只有不到1戶5人，基本上乃蠻荒之地。現在惠州與河源市600萬居民的祖先，大都是元末戰亂，明初建立衛所軍制和清初解除海禁令以後大批流入。
2002年人口为92万。据《惠州市第七次全国人口普查公报》显示，2020年惠城区常住人口为155.88万。

### 民族
惠城本地居民都是汉人。先秦時期有南越人生活在東江兩岸，之後有秦人，明代珠璣巷移民，客家移民，官話移民先後遷入。虽然处在客家地区的包围之中，原城区居民并不认为自己是客家人，周围的客家人也不认为他们是客家。但郊区居民和后来的新移民，有普遍的客家认同。

## 语言
在改革开放前，惠城区的老城区的原居民的通用语言是惠州话，郊区的语言有鶴佬話、客家话、畲话等。1980年代后，由于大量的外地人迁入，而且以周边的客家人为主，客家话也得以通行。虽然受广州、香港的一些影响，但是粤语一直没有占主导地位。由于惠州话、客家话、粤语互不相同，推普工作比较容易，普通话成为了惠城区的通用语言，这点和其他广东老城有所不同。

## 经济
惠城区各项基础设施包括电力供应、淡水资源、通讯交通等都非常完善和丰富。惠城区的工业以外向型经济为主，涉外企业的比重超过70%，服装纺织、鞋帽、箱包玩具等制造业极具规模。惠城区的市区重点发展第三产业，市郊重点发展工业和农业，形成一个成熟的“双环”经济格局。

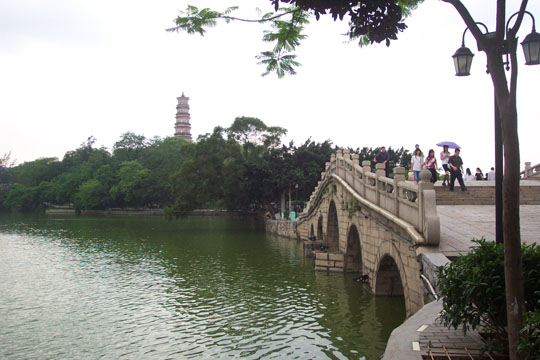
惠州西湖一景

## 旅游

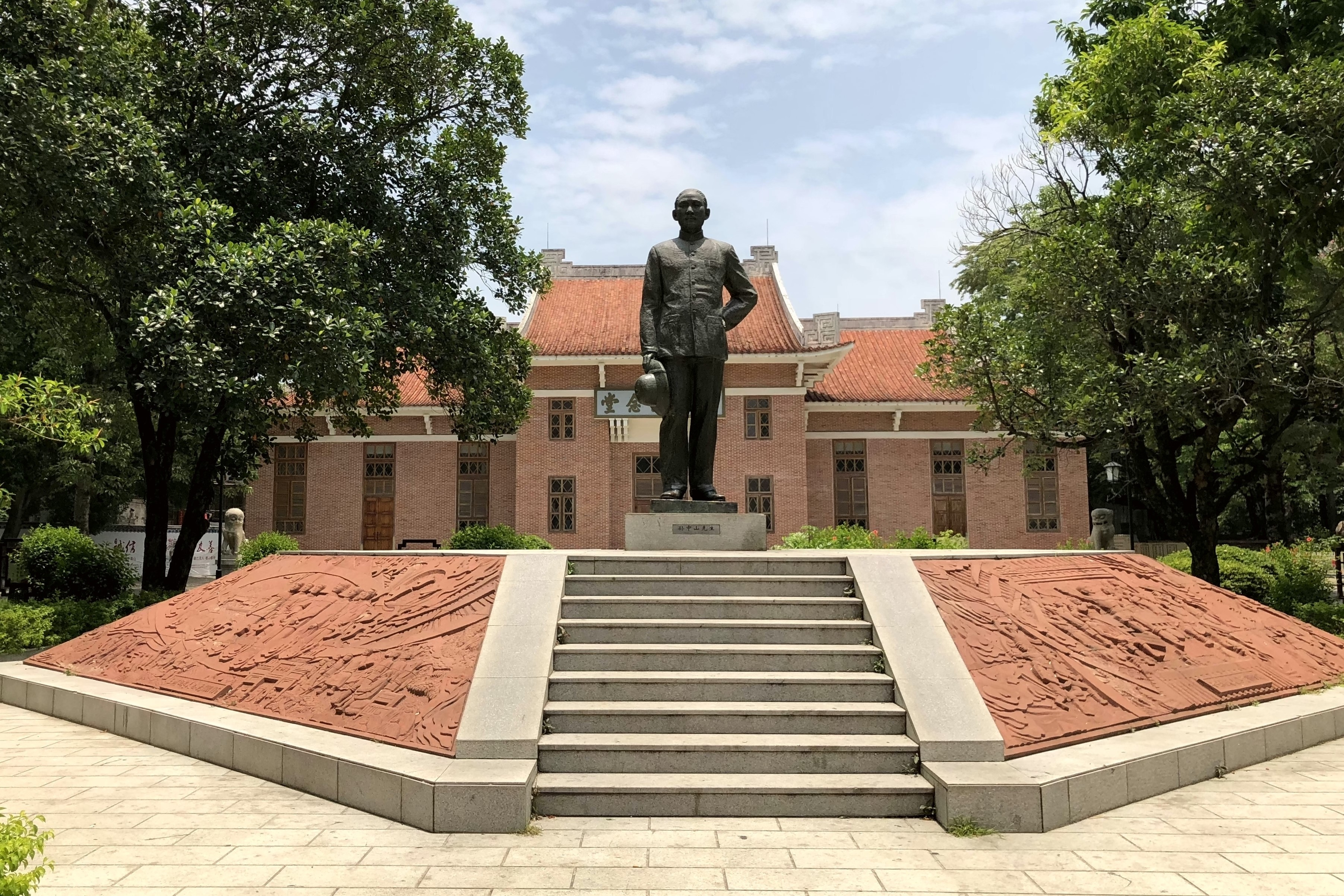
中山纪念堂

惠城区酒店林立，區内有惠州西湖，是国家重点风景名胜区，是一個地處鬧市的天然湖。歷史上，惠州西湖曾和杭州西湖、潁州西湖合稱為中國的三大西湖。
歸善學宮，建於元朝泰定元年(1324年)，明清兩代曾先後修建26次，是省級文明保護單位。
明城牆，明太祖洪武十八年(1385年)，因沿海盜賊猖獗，遂下令在惠州境內的平海建造城池。此城牆一直保留到現在，目前為廣東省歷史文化名城。
中山紀念堂，是廣東省三座中山紀念雀之一，始建於1937年，2007年進行過大規模復修。
汝湖鎮政府附近上廟，是1907年，同盟會成員鄧子瑜發動「七女湖起義」舊址，惠州市政府於樹立了紀念碑，碑石背面刻有七女湖起義經過。
東征遺址，黄埔军官学校东征阵亡烈士纪念碑，1930年建於主要战场拱北桥西侧，后被拆，1992年惠州市人民政府按原样重建。碑座上刻有第二次东征241名阵亡烈士芳名。
鄧演達紀念園，在鄧演達故居基礎上興建，2010年9月正式開放。
惠州植物园在下角丰山兴建，涵盖紫薇山，临近陈炯明史料馆和惠州西湖，于2017年开放。

## 交通

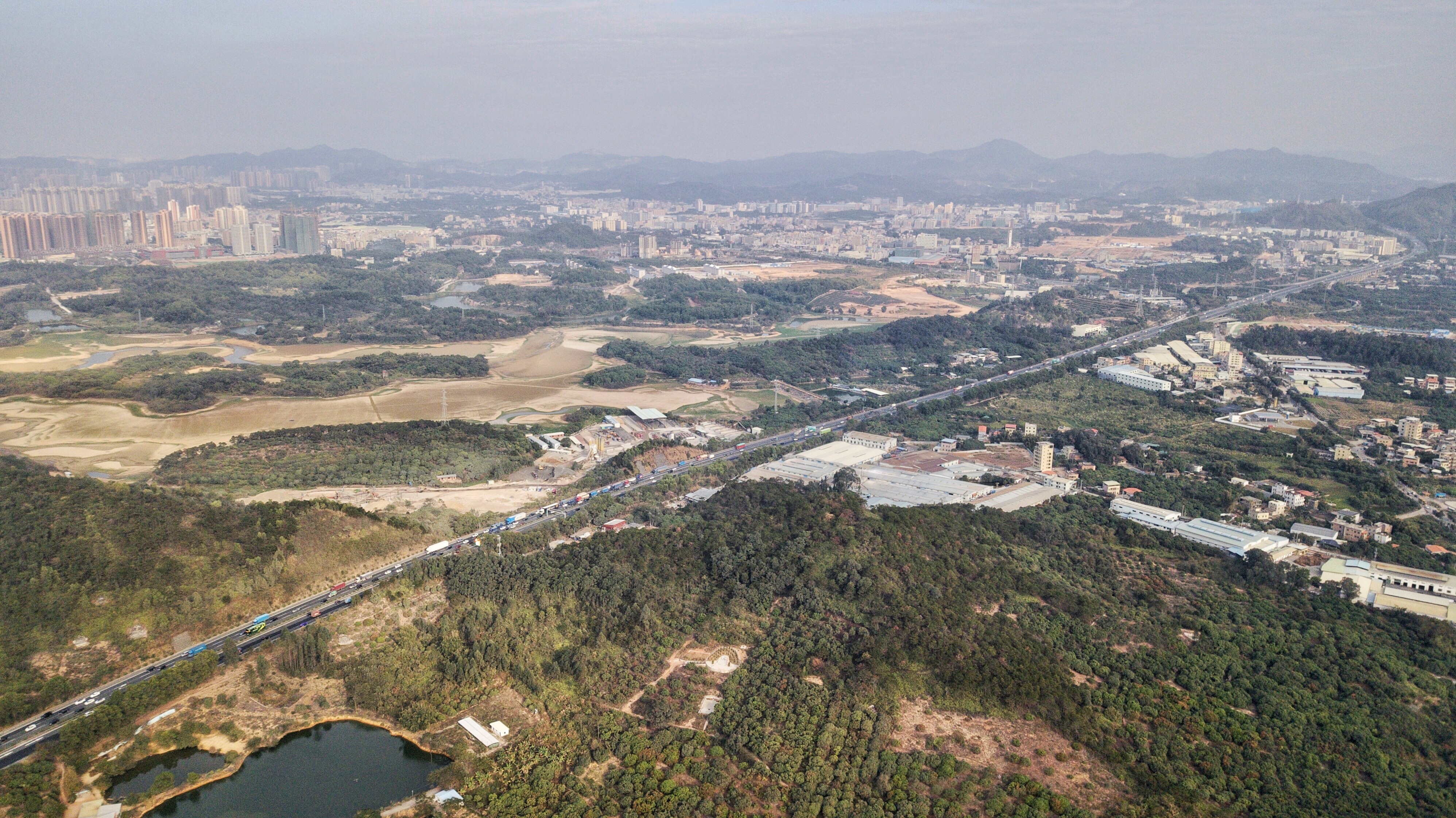
梧村水库（枯水期）旁侧的甬莞高速（惠莞段）

惠城区交通便利，惠深高速公路、广惠高速公路、惠河高速公路、潮莞高速公路、惠澳高速公路、广梅汕铁路、京九铁路和广惠城际铁路均贯穿全区。区内还建有惠州机场和惠州港，陆、水、空交通都非常方便。